# Verificación de cuenta

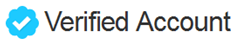
Imagen de insignia de verificación en Twitter

La verificación de cuenta es el proceso de verificar que una cuenta nueva o existente es propiedad y está operada por una persona u organización real específica. Varios sitios web, por ejemplo, sitios web de redes sociales, ofrecen servicios de verificación de cuentas. Las cuentas verificadas a menudo se distinguen visualmente por íconos de marcas de verificación o insignias junto a los nombres de las personas u organizaciones.
La verificación de cuentas puede mejorar la calidad de los servicios en línea, mitigando las marionetas, los bots, el troleo, el spam, el vandalismo, las noticias falsas, la desinformación y la interferencia electoral.

## Historia
La verificación de cuentas fue inicialmente una función para figuras públicas y cuentas de interés, personas individuales en el ámbito de la "música, actuación, moda, gobierno, política, religión, periodismo, medios, deportes, negocios y otras áreas de interés clave". Fue presentado por Twitter en junio de 2009, seguido por Google+ en 2011, Facebook en 2012, Instagram en 2014, y Pinterest en 2015. En YouTube, los usuarios pueden enviar una solicitud para obtener una insignia de verificación una vez que obtienen 100.000 suscriptores o más. También tiene una insignia de "artista oficial" para músicos y bandas.
En julio de 2016, Twitter anunció que, más allá de las figuras públicas, cualquier individuo podría solicitar la verificación de cuenta. Esto se suspendió temporalmente en febrero de 2018, luego de una reacción violenta por la verificación de uno de los organizadores de la manifestación de extrema derecha Unite the Right debido a la percepción de que la verificación transmite "credibilidad" o "importancia". En marzo de 2018, durante una transmisión en vivo en Periscope, Jack Dorsey, cofundador y director ejecutivo de Twitter, discutió la idea de permitir que cualquier persona obtenga una cuenta verificada. Twitter reabrió las aplicaciones de verificación de cuentas en mayo de 2021 después de renovar sus criterios de verificación de cuentas. Instagram comenzó a permitir a los usuarios solicitar verificación en agosto de 2018.
En abril de 2018, Mark Zuckerberg, cofundador y director ejecutivo de Facebook, anunció que los compradores de anuncios políticos o basados en temas tendrían que verificar sus identidades y ubicaciones. También indicó que Facebook requeriría que las personas que administran páginas grandes verifiquen las mismas. En mayo de 2018, Kent Walker, vicepresidente sénior de Google, anunció que, en los Estados Unidos, los compradores de anuncios con tendencias políticas tendrían que verificar sus identidades.

## Técnicas

### Servicios de verificación de identidad
Los servicios de verificación de identidad son soluciones de terceros que se pueden utilizar para garantizar que una persona proporcione información asociada con la identidad de una persona real. Dichos servicios pueden verificar la autenticidad de los documentos de identidad, como licencias de conducir o pasaportes, lo que se denomina verificación documental, o pueden verificar la información de identidad contra fuentes autorizadas, como oficinas de crédito o datos gubernamentales, lo que se denomina verificación no documental.

### Verificación de documentos de identidad
La carga de documentos de identidad escaneados o fotografiados es una práctica en uso, por ejemplo, en Facebook. Según Facebook, hay dos razones por las que se le pediría a una persona que envíe un escaneo o una fotografía de una identificación a Facebook: para mostrar la propiedad de la cuenta y para confirmar su nombre.
En enero de 2018, Facebook compró Confirm.io, una startup que avanzaba en tecnologías para verificar la autenticidad de la documentación de identificación.

### Verificación de comportamiento
La verificación de comportamiento es la detección y el análisis asistidos por computadora y automatizados de comportamientos y patrones de comportamiento para verificar cuentas. Los comportamientos a detectar incluyen los de sockpuppets, bots, cyborgs, trolls, spammers, vándalos y fuentes y difusores de noticias falsas, desinformación e interferencia electoral. Los procesos de verificación de comportamiento pueden marcar cuentas como sospechosas, excluir cuentas de la sospecha u ofrecer evidencia que corrobore los procesos de verificación de cuentas.

### Verificación de cuenta bancaria
Se requiere verificación de identidad para establecer cuentas bancarias y otras cuentas financieras en muchas jurisdicciones. La verificación de la identidad en el sector financiero a menudo es requerida por regulaciones como Conozca a su cliente o el Programa de identificación del cliente. En consecuencia, las cuentas bancarias pueden ser útiles como prueba corroborante al realizar la verificación de cuentas.
La información de la cuenta bancaria se puede proporcionar al crear o verificar una cuenta o al realizar una compra.

### Verificación de dirección postal
La información de la dirección postal se puede proporcionar al crear o verificar una cuenta o al realizar y posteriormente enviar una compra. Se puede enviar un hipervínculo o código a un usuario por correo, y los destinatarios lo ingresan en un sitio web para verificar su dirección postal.

### Verificación del número de teléfono
Se puede proporcionar un número de teléfono al crear o verificar una cuenta o se puede agregar a una cuenta para obtener un conjunto de funciones. Durante el proceso de verificación de un número de teléfono, se envía un código de confirmación a un número de teléfono especificado por un usuario, por ejemplo, en un mensaje SMS enviado a un teléfono móvil. A medida que el usuario recibe el código enviado, puede ingresarlo en el sitio web para confirmar su recepción.

### Verificación de correo electrónico
A menudo se requiere una cuenta de correo electrónico para crear una cuenta. Durante este proceso, se envía un hipervínculo de confirmación en un mensaje de correo electrónico a una dirección de correo electrónico especificada por una persona. El destinatario del correo electrónico recibe instrucciones en el mensaje de correo electrónico para navegar al hipervínculo de confirmación proporcionado si y solo si es la persona que crea una cuenta. El acto de navegar al hipervínculo confirma la recepción del correo electrónico por parte de la persona.
El valor agregado de una cuenta de correo electrónico para fines de verificación de cuenta depende del proceso de verificación de cuenta realizado por el proveedor de servicios de correo electrónico específico.

### Verificación multi-factor o 2FA
La verificación de cuenta de múltiples factores es una verificación de cuenta que utiliza simultáneamente una serie de técnicas.

### Verificación de múltiples partes
Los procesos de verificación de cuentas utilizados por múltiples proveedores de servicios pueden corroborarse entre sí. OpenID Connect incluye un protocolo de información del usuario que se puede utilizar para vincular varias cuentas, corroborando la información del usuario.

## Verificación de cuenta y buen estado
En algunos servicios, la verificación de cuenta es sinónimo de buena reputación.
Twitter se reserva el derecho de eliminar la verificación de cuenta de las cuentas de los usuarios en cualquier momento sin previo aviso. Las razones para la eliminación pueden reflejar comportamientos dentro y fuera de Twitter e incluyen: promover el odio y/o la violencia, o atacar o amenazar directamente a otras personas por motivos de raza, etnia, origen nacional, orientación sexual, género, identidad de género, afiliación religiosa, edad, discapacidad o enfermedad; apoyar a organizaciones o personas que promuevan lo anterior; incitar o participar en el acoso de otros; violencia y comportamiento peligroso; amenazar o alentar directa o indirectamente cualquier forma de violencia física contra un individuo o cualquier grupo de personas, incluidas las amenazas o la promoción del terrorismo; imágenes violentas, espantosas, impactantes o perturbadoras; autolesión, suicidio; y participar en otras actividades en Twitter que violen las Reglas de Twitter.